# Charles Yriarte
Charles Yriarte (n. 5 decembrie 1832, Paris, Franța – d. 6 aprilie 1898, Paris, Franța) a fost un om de litere, jurnalist și desenator francez.

## Biografie
Născut în 1832 la Paris, într-o familie de origine spaniolă, Charles Yriarte și-a descoperit talentul artistic încă din tinerețe.
După terminarea studiilor (a studiat arhitectura la École des Beaux-Arts din Paris), a obținut o slujbă la Ministère d'État, devenind inspector la departamentul Azilurilor naționale, apoi inspector la Opera din Paris. În același timp, a început să scrie în diverse ziare franceze și străine, la care a contribuit atât sub formă de articole cât și prin realizarea de ilustrații.
În 1859, s-a alăturat personalului statului-major al corpului de armată spaniol condus de Leopoldo O'Donnell în expediția din Maroc și s-a remarcat printr-o serie de articole și desene, care reflectau respectiva expediție, care au apărut în publicația pariziană Le Monde illustré⁠(fr)[traduceți]. După întoarcerea în Franța, el a renunțat la funcțiile administrative, pentru a se dedica exclusiv ocupațiilor sale literare și artistice.
În 1860, Charles Yriarte s-a alăturat trupelor lui Giuseppe Garibaldi în campania acestuia din Sicilia („Expediția celor O Mie”), trimițând o nouă serie de reportaje, atât din Sicilia cât și din regiunile Umbria și Marche, pe care le-a vizitat ulterior.
Ulterior, a devenit redactor-șef al hebdomadarului Le Monde illustré. De asemenea, a contribuit cu un număr mare de articole în publicațiile Le Figaro, La Vie parisienne și Grand Journal, semnându-le fie cu numele real, fie cu pseudonimele „Junior” sau „Marchizul de Villemer”. Portretele și ilustrațiile publicate sub numele de „Marchizul de Villemer” au fost mult apreciate în epocă. A tradus mai multe cărți din limba spaniolă și a publicat cărți de călătorie și biografii ale de artiști, unele dintre acestea în ediții de lux.

## Publicații
- La Société espagnole, 1861
- Sous la tente: Souvenirs du Maroc, récits de guerre et de voyage, 1863[13]
- Les cercles de Paris: 1828-1864, Paris, Dupray de la Mahérie, 1864
- Portraits parisiens, 1865
- Album du Grand Journal, 300 dessins par Bocourt, Cham, Couverchel, Decamps, Deroy, Durand-Brager, Gustave Doré, Gustave Janet, Lix, Marcellin, de Montaut, Eugène Morin, Riou, Rouargue, Thérond, Thorigny, Charles Yriarte, texte par Charles Yriarte, 1865[14]
- Les Femmes qui s'en vont: Études de parisiennes, 1867
- Goya: Sa biographie, les fresques, les toiles, les tapisseries, les eaux-fortes et le catalogue de l'œuvre, 1867[15]
- Paris grotesque: Les Célébrités de la rue (1815-1863), 1868[16]
- Nouveaux portraits parisiens, 1869
- Les Tableaux de la guerre, 1870[17]
- Les Portraits cosmopolites, 1870[18]
- Campagne de France (1870-1871): La Retraite de Mézières effectuée par le Format:13e d'armée aux ordres du général Vinoy, 1871[19]
- Les Prussiens à Paris et le 18 mars, 1871[20]
- Les Princes d'Orléans, 1872[21], gravures de Charles-Jules Robert
- Le Puritain: Scènes de la vie parisienne. Théâtre de salon: La Femme qui s'en va, 1873
- La Vie d'un patricien de Venise au seizième siècle, d'après les papiers d'État des Frari, 1874
- Bosnie-et-Herzégovine, souvenirs de voyage pendant l'insurrection, 1876[22]
- L'Istrie et la Dalmatie, 1874,
- Trieste e l'Istria, Fratelli Treves, Milano, 1875 [23]
- Les Bords de l'Adriatique et le Monténégro : Venise, l'Istrie, le Quarnero, la Dalmatie, le Monténégro et la rive italienne, 1878[24]
- Venise : Histoire, art, industrie, la ville, la vie, 1878[25]
- La Femme qui s'en va, comédie en un acte, théâtre du Vaudeville, 13 juin 1879
- Florence: L'Histoire, les Médicis, les humanistes, les lettres, les arts, 1881
- Histoire de Paris: Ses transformations successives, 1882
- Un Condottiere au XVe siècle: Rimini, études sur les lettres et les arts à la cour des Malátesta, Jules Rothschild, 1882
- Françoise de Rimini dans la légende et dans l'histoire, avec vignettes et dessins inédits d'Ingres et d'Ary Scheffer, 1883
- Jean-François Millet, 1885[26]
- Matteo Civitali: Sa vie et son œuvre, 1886
- Autour du Concile: Souvenirs et croquis d'un artiste à Rome, 1887[27]
- Paul Véronèse, 1888
- César Borgia: Sa vie, sa captivité, sa mort, d'après de nouveaux documents des dépôts des Romagnes, de Simancas et des Navarres, 2 vol., 1889
- Autour des Borgia: Les monuments, les portraits, Alexandre VI, César, Lucrèce, l'épée de César, l'œuvre d'Hercule de Fideli, les appartements Borgia au Vatican, études d'histoire et d'art, 1891
- Les Fleurs et les Jardins de Paris, 1893
- Journal d'un sculpteur florentin au XVe siècle: Livre de souvenirs de Maso di Bartolommeo, dit Masaccio, manuscrits conservés à la bibliothèque de Prato et à la Magliabocchiana de Florence, 1894
- Mantegna: Sa vie, sa maison, son tombeau, son œuvre dans les musées et les collections, 1901